# Jan Górecki (szef BOR)
Jan Górecki (ur. 16 maja 1922 w Jackowie w Łódzkiem, zm. 24 marca 2011) – polski wojskowy, generał brygady MO, szef Biura Ochrony Rządu w latach 1956–1981. 

## Życiorys

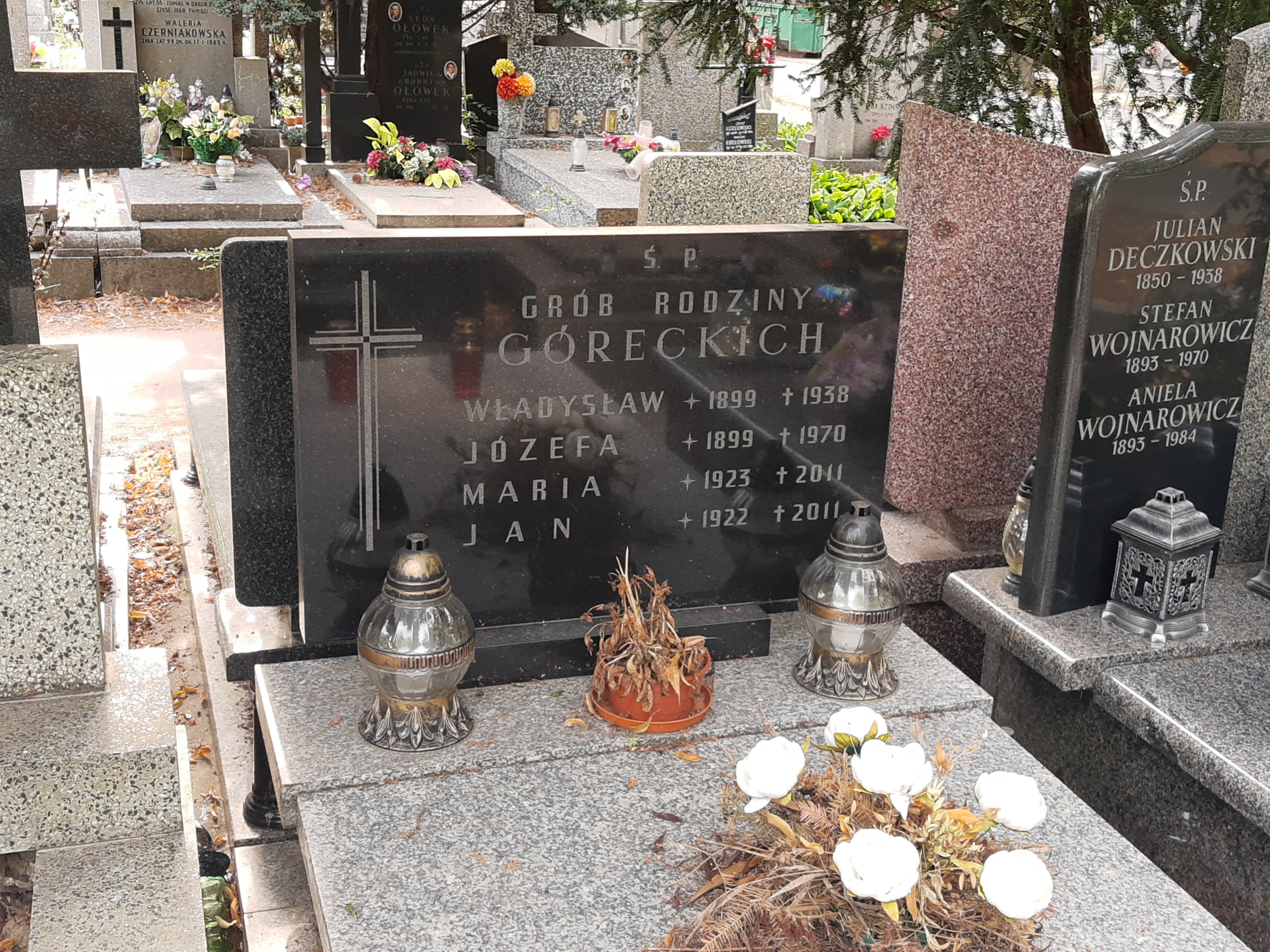
Grób gen. Jana Góreckiego na cmentarzu Bródnowskim w Warszawie

Od 4 kwietnia 1945 funkcjonariusz Grupy Operacyjnej Ministerstwa Bezpieczeństwa Publicznego na województwo gdańskie. Od 24 września do 9 listopada 1945 szef PUBP w Kwidzynie. W sierpniu 1947 skończył kurs Szefów PUBP w Centrum Wyszkolenia MBP w Legionowie, następnie od 1 lutego 1948 był szefem Miejskiego Urzędu Bezpieczeństwa Publicznego w Gdyni. W okresie od 15 listopada 1944 do 31 grudnia 1947 brał udział w walkach „z bandami i reakcyjnym podziemiem”. Od 20 marca 1950 zastępca szefa, a od 5 kwietnia 1952 p.o. szefa WUBP w Poznaniu. Od 12 października 1953 wicedyrektor IX Departamentu MBP, a od 15 czerwca 1954 wicedyrektor IV Departamentu MBP. W grudniu 1956 został, pierwszym, szefem BOR-u. W momencie objęcia funkcji szefa tej jednostki był pułkownikiem.
Pochowany na cmentarzu Bródnowskim w Warszawie (kwatera 8L-2-5).

## Ordery i odznaczenia
Był odznaczony Brązowym Medalem Zasłużonym na Polu Chwały, Medalem Zwycięstwa i Wolności 1945, Srebrnym Krzyżem Zasługi, Medalem 10-lecia Polski Ludowej, Krzyżem Kawalerskim i Komandorskim Orderu Odrodzenia Polski, Orderem Sztandaru Pracy II i dwukrotnie I klasy, Medalem Komisji Edukacji Narodowej, Złotym Medalem Za zasługi dla obronności kraju, bułgarskim Orderem 9 września 1944 I stopnia z mieczami, radzieckim Orderem Czerwonej Gwiazdy, irańską Komandorią Orderu Homagoan, Komandorią Orderu Infanta Henryka (1976) i wieloma odznakami.